# Pétros Tzamaloúkas
Pétros Tzamaloúkas (grec moderne : Πέτρος Τζαμαλούκας), né le 25 janvier 1975 à Athènes, est un joueur professionnel de squash représentant la Grèce. Il atteint en avril 2007 la 105e place mondiale sur le circuit international, son meilleur classement. Il est champion de Grèce à deux reprises en 2003 et 2016.

## Biographie
Il commence à jouer enfant au club Athens Tennis and Squash Club puis Gamal Awad l'entraîne à Athènes. Il participe à 26 éditions du championnats d'Europe par équipes. Il prend sa retraite sportive en à l'occasion des championnats d'Europe 2025 à l'âge de 50 ans. Il est propriétaire de l'académie de squash Pétros Tzamaloúkas à Athènes. 

## Palmarès

### Titres
- Championnats de Grèce : 2 titres (2003,2016)